# Main Event der World Series of Poker 2016
Das Main Event der World Series of Poker 2016 war das Hauptturnier der 47. Austragung der Poker-Weltmeisterschaft in Paradise am Las Vegas Strip.

## Turnierstruktur

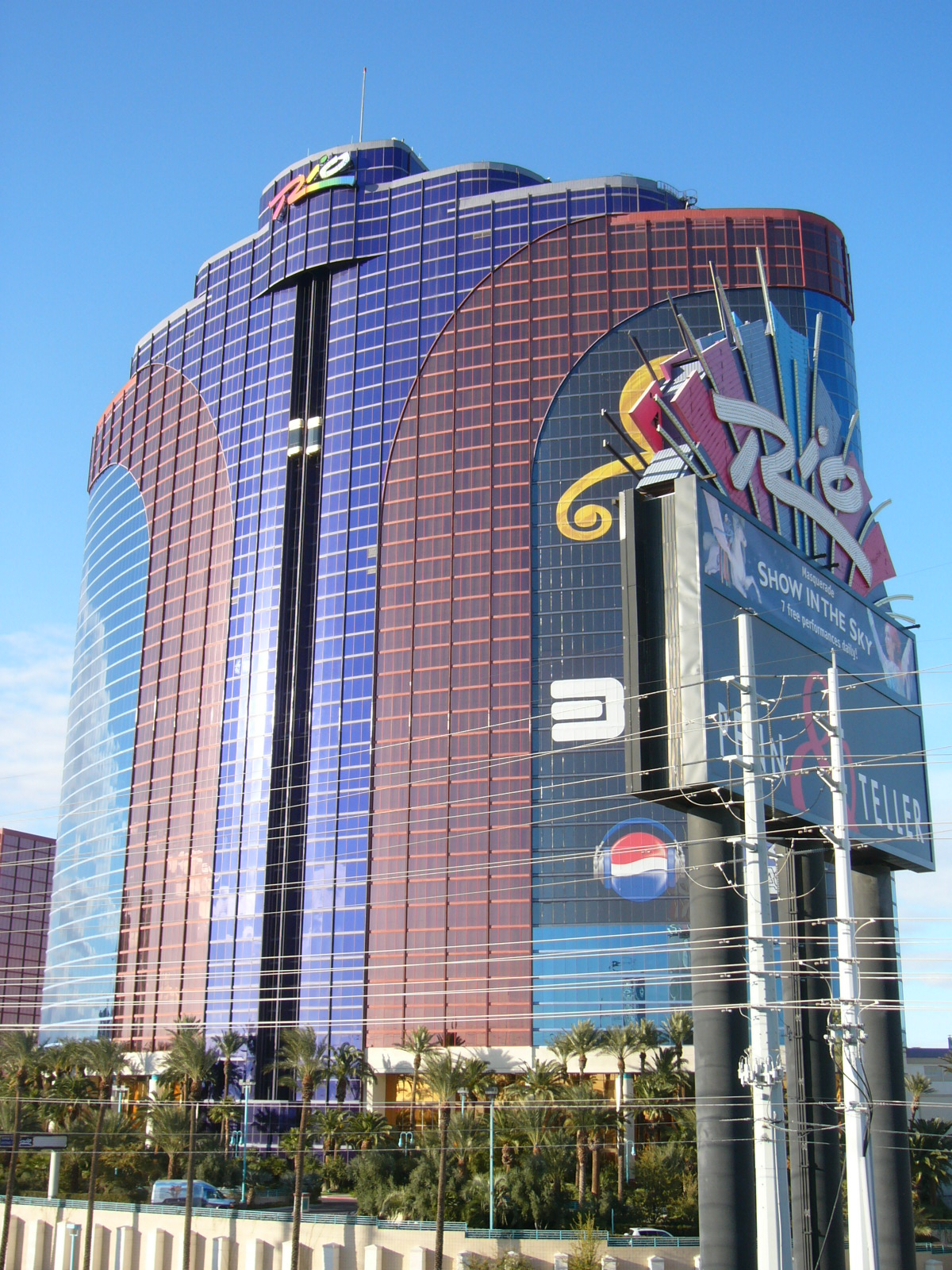
Das Rio All-Suite Hotel and Casino am Las Vegas Strip

Die Anmeldung des Hauptturniers der World Series of Poker in der Variante No Limit Hold’em war auf die drei Tage vom 9. bis 11. Juli 2016 verteilt. Anschließend wurde vorerst bis zum siebten Turniertag am 18. Juli gespielt, nach dem nur noch neun Spieler verblieben. Der Finaltisch wurde ab dem 30. Oktober 2016 gespielt. Das gesamte Turnier wird im Rio All-Suite Hotel and Casino in Paradise ausgetragen. Die insgesamt 6737 Teilnehmer mussten ein Buy-in von je 10.000 US-Dollar zahlen, für sie gibt es 1011 bezahlte Plätze. Beste Frau war, wie schon 2012, die Französin Gaëlle Baumann, die den 102. Platz für knapp 50.000 US-Dollar belegte.

## Übertragung
Der US-amerikanische Fernsehsender ESPN sendete Zusammenfassungen in insgesamt 14 Episoden, die von Norman Chad und Lon McEachern kommentiert sowie von Kara Scott moderiert werden. Dabei rückte vor allem der Brite William Kassouf in den Vordergrund, der mit seiner Spielweise polarisierte und so für Schlagzeilen sorgte. Der Finaltisch wurde live und exklusiv bei ESPN übertragen. Von Ende Dezember 2016 bis Anfang Februar 2017 wurden die ESPN-Episoden mit Kommentar von Michael Körner auch auf dem deutschen Fernsehsender Sport1 ausgestrahlt.

## Deutschsprachige Teilnehmer
Erstmals seit 2010 erreichte kein deutschsprachiger Spieler den siebten Turniertag. Folgende deutschsprachige Teilnehmer konnten sich im Geld platzieren:
| Platz | Herkunft    | Spieler              | Preisgeld (in $) |
| ----- | ----------- | -------------------- | ---------------- |
| 037   | Deutschland | Jonas Lauck          | 174.826          |
| 043   | Deutschland | Paul Höfer           | 174.826          |
| 055   | Deutschland | Dietrich Fast        | 116.963          |
| 064   | Osterreich  | Matthias Habernig    | 096.787          |
| 065   | Deutschland | Nicolas Fischer      | 096.787          |
| 104   | Deutschland | Sebastian Dornbracht | 049.108          |
| 112   | Deutschland | Alexander Debus      | 049.108          |
| 116   | Osterreich  | Josip Šimunić        | 049.108          |
| 124   | Deutschland | Robin William        | 049.108          |
| 128   | Deutschland | Christopher Frank    | 049.108          |
| 144   | Deutschland | Giulio Mascolo       | 049.108          |
| 145   | Deutschland | Robert Heidorn       | 049.108          |
| 168   | Deutschland | Christoph Bruell     | 042.285          |
| 193   | Deutschland | Max Altergott        | 042.285          |
| 205   | Deutschland | Leonard Maue         | 042.285          |
| 236   | Deutschland | Julian Stuer         | 036.708          |
| 244   | Deutschland | Mathias Wessel       | 036.708          |
| 252   | Deutschland | Sascha Walter        | 036.708          |
| 263   | Deutschland | Kilian Kramer        | 036.708          |
| 270   | Deutschland | Tobias Hausen        | 036.708          |
| 322   | Schweiz     | Fabian Scherle       | 032.130          |
| 359   | Schweiz     | Boo Jonsson          | 028.356          |
| 385   | Osterreich  | Artur Koren          | 028.356          |
| 386   | Deutschland | Alexander Dietrich   | 028.356          |
| 389   | Deutschland | Pierre Mothes        | 028.356          |
| 405   | Deutschland | Markus Prinz         | 028.356          |
| 490   | Deutschland | Konstantin Bücherl   | 022.648          |
| 493   | Deutschland | Peter Siemund        | 022.648          |
| 513   | Osterreich  | Moritz Dietrich      | 022.648          |
| 623   | Deutschland | Rainer Emde          | 018.714          |
| 732   | Deutschland | Oliver Weis          | 017.232          |
| 810   | Deutschland | Philip Hollederer    | 016.007          |
| 883   | Deutschland | Lorenz Bühler        | 015.000          |
| 893   | Deutschland | Sascha Pregler       | 015.000          |
| 926   | Deutschland | David Wünschel       | 015.000          |
| 940   | Deutschland | Koray Aldemir        | 015.000          |
| 987   | Schweiz     | Jean-Marc Bellini    | 015.000          |
| 993   | Deutschland | Philipp Kampf        | 015.000          |

## Finaltisch

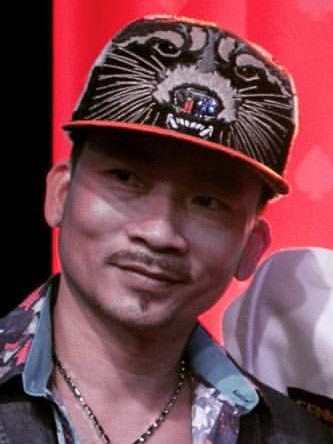
Qui Nguyen (2016)

Der Finaltisch wurde vom 30. Oktober bis 1. November 2016 gespielt. In der finalen Hand gewann Nguyen mit K♣ 10♣ gegen Vayo mit J♠ 10♠. Ausschnitte der letzten Hand sind im Film Molly’s Game – Alles auf eine Karte zu sehen.
| Platz | Herkunft           | Spieler         | Alter * | Preisgeld (in $) |
| ----- | ------------------ | --------------- | ------- | ---------------- |
| 1     | Vereinigte Staaten | Qui Nguyen      | 39      | 8.005.310        |
| 2     | Vereinigte Staaten | Gordon Vayo     | 27      | 4.661.228        |
| 3     | Vereinigte Staaten | Cliff Josephy   | 50      | 3.453.035        |
| 4     | Vereinigte Staaten | Michael Ruane   | 28      | 2.567.003        |
| 5     | Tschechien         | Vojtěch Růžička | 30      | 1.935.288        |
| 6     | Belgien            | Kenny Hallaert  | 34      | 1.464.258        |
| 7     | Kanada             | Griffin Benger  | 31      | 1.250.190        |
| 8     | Vereinigte Staaten | Jerry Wong      | 34      | 1.100.076        |
| 9     | Spanien            | Fernando Pons   | 37      | 1.000.000        |